# AKORK Skok Racing 1993
Auto moto klub Skok Racing 1993, hrvatski automobilistički i motociklistički klub iz Brtonigle. Po uspješnosti spada u gornji dom hrvatskog automobilizma.

## Povijest
Osnivanje je inicirano 1993. godine. Jedan je od prvih klubova u samostalnoj Hrvatskoj sa zasigurno drugačijim konceptom rada i djelovanja. Okosnica kluba je jedan od najtrofejnijih istarskih automobilista Edi Milokanović zvani Skok. Počeli su s jednim automobilom, a vrlo brzo su došli rezultati. Skokovi vozači i vozačice nanizali su s pobjedama. Osvojli su naslove onda popularnog PIR-a ( Prvenstva primorsko-istarske regije ), potom i državni naslovi u pojedinačnoj i ekipnoj konkurenciji ili k tome učestalo oformljenih timskih skupina. Nastupali su na stazama ocjenskih vožnji, ocjenskog rallya, brda i kruga, rallya, kasnije autoslaloma. Prionulo su pripremati natjecanja u Brtonigli i široj okolici.

## Organizacije natjecanja i susreta
Tvorci su brojnih natjecanja i pokretači brojnih disciplina. Sredinom 90-ih pozvali su automobiliste na druženje uz vožnju na kružnim kratkim i najčešće improviziranim stazama uz mjerenje štopericom ostvarenih vremena. Druženje je preraslo u danas jedno od najdugovječnijih prvenstvenih natjecanja od osamostaljenja Republike Hrvatske, Prvenstvo Istarske rivijere. Iz tih vožnja izrasla je danas najmlađa hrvatska automobilistička disciplina, od prije godinu dana i Prvenstvo Hrvatske u kronometar vožnjama. AMK Skok racing osmislio je natjecanja i susrete u gotovo svim auto disciplinama: brdska utrka u Limskom kanalu, Rally Poreč, kružna utrka u Poreču, autoslalom u Brtonigli, OSV i OAR u Brtonigli, Poreču itd. Diljem Iste Istre u desetak je gradova i manjih mjesta organizirano natjecanje u kronometar vožnjama.
Priređuju sajamsko-izložbenu manifestaciju Poreč Motorshow. Prvi su organizator na prostorima Hrvatske međunarodnog ogleda višestrukih automobilističkih prvaka pod nazivom Race of Champions, tvorcu su brojnih škola sigurne vožnje pod jedinstvenim imenom Togethet to win u okviru globalne svjetske akcije „Sigurnost u prometu“ te jedinstvenog organiziranog zaključenja sezone najčešće održavanog na automotodromu Grobniku ili Karting centru „Poreč“ u Taru. Organiziraju susrete vlasnika terenaca, „street race“ natjecanja, završne svečanosti dodjele priznanja najboljih na državnom i regionalnom nivou, prezentacije kartinga i posvećivanja pažnje mladima.

## Nagrade
Uspjesi AMK Skok Racinga su:
- Brojni vozači iz Skoka danas su višestruki državni prvaci, kao članovi Skoka ili kao članovi drugih klubova.
- Priznanje HAKS-a za najbolju organizaciju kronometar vožnji prvog raspisanog Prvenstva Republike Hrvatske.
- Ekipni naslov prvaka u disciplini autoslaloma.
- Naslov timskog prvaka pod imenom „Motodrom Poreč racing team“.
- Naslov državnog prvaka grupe „Sprint“ autoslaloma Marina Milokanovića.
- Pobjednik klase „sprint 4“ Ivice Popovića.
- Ekipnom i timskom naslovu mnogo je pridonio doprvak skupine „Sport“ Donald Milokanović.

Suorganizator Nagrade Kanfanara.

## Vanjske poveznice
- Službene stranice
- Facebook